# Seitensprünge in New York
Seitensprünge in New York (Sidewalks of New York) ist eine US-amerikanische Filmkomödie aus dem Jahr 2001. Regie führte Edward Burns, der auch das Drehbuch schrieb, den Film mitproduzierte und eine der größeren Rollen übernahm.

## Handlung
Im Stil einer Videoreportage lernt der Zuschauer die sechs Protagonisten und ihre Ansichten zu Sexualität, Beziehungen (und vor allem ihre Beziehungsprobleme) nach und nach kennen. Dabei stellt sich heraus, dass sie alle über Umwege miteinander verbunden sind. Der in Queens aufgewachsene Thomas Reilly zieht nach Manhattan, wo er sich etabliert und als Fernsehproduzent arbeitet. Seine Freundin macht eines Tages Schluss und wirft ihn aus der gemeinsamen Wohnung. Reilly verabredet sich mit anderen Frauen und lernt die geschiedene Lehrerin Maria Tedesko kennen.
Die Immobilienmaklerin Annie Matthews ist mit dem zehn Jahre älteren Zahnarzt Griffin Ritso verheiratet, der sie mit der 19-jährigen Kellnerin Ashley betrügt. Matthews schöpft Verdacht und freundet sich mit Reilly an. Währenddessen bedrängt Ashley ihren Liebhaber, dass dieser eine echte Beziehung ohne Versteckspiele aufbaut. Sie lernt den Musiker Benjamin Bazler kennen, der als Türsteher in einem Hotel arbeitet und an einer Karriere als Musiker arbeitet. Bazler war früher mit Maria Tedesko verheiratet und bestalkt sie. Dennoch verliebt er sich in Ashley die ihrerseits einer Beziehung mit Bazler nicht abgeneigt wäre; ihn aber zunächst instrumentalisiert um Ritso eifersüchtig zu machen und zur Scheidung zu bewegen. Maria wiederum hat eine kurze, aber folgenreiche Affäre mit dem TV-Produzenten Tommy, der auch gegenüber Griffins Ehefrau Annie nicht ganz abgeneigt scheint. Ashley trennt sich schließlich von Ritso und stürzt sich in eine Beziehung mit Bazler, ist jedoch hin- und hergerissen zwischen beiden. Annie kommt hinter die Affäre und stellt Ritso zur Rede und trennt sich von ihm und verliebt sich in Reilly. Der wiederum glaubt Maria wolle nichts mehr von ihm wissen. Diese ist jedoch schwanger und will die Stadt verlassen.

## Kritiken
James Berardinelli schrieb auf ReelViews, manche Menschen könnten den Film als einen „erkenntnisreichen Einblick“ in das Leben von sechs New Yorkern betrachten, die anderen ihn als „noch einen langweiligen Egotrip“ sehen. Die Wahrheit liege irgendwo dazwischen. Die Dialoge hätten einen „natürlichen, ungezwungenen Rhythmus“. Berardinelli sei froh, den Film gesehen zu haben, er habe jedoch kein intellektuelles Erlebnis gehabt („I left the theater glad to have seen the film, although not transported to some higher intellectual or spiritual plane“). Nichts in diesem Film erreiche Höhenflüge von Der Stadtneurotiker oder Manhattan, er könne jedoch mit weniger gefeierten Filmen Woody Allens verglichen werden.
Roger Ebert findet, in dem Film geht es um Menschen geht, die viel Zeit damit verbringen, ihre Motive zu analysieren und ihr Glück zu messen, die in einer Gesellschaft von Psycho-Blabla aufgewachsen sind und halbverdaute Konzepte von Schuld, Erlösung und vom Finden ihres Karmas mit sich herumtragen. Er ordnet das Werk zwischen Woody Allen und Sex and the City ein:

“The movie is funny without being hilarious, touching but not tearful, and articulate in the way that Burns is articulate, by nibbling earnestly around an idea as if afraid that the core has seeds. Yet “Sidewalks of New York” finds the right note, of seeking optimism among the shoals of hope.”

„Der Film ist lustig, ohne lustig zu sein, berührend, aber nicht tränenreich, und artikuliert in der Art, wie Burns artikuliert, indem er ernsthaft an einer Idee knabbert, als ob er befürchtet, dass der Kern Samen hat. […] „Sidewalks of New York“ findet die richtige Note, um unter den Schwärmen der Hoffnung nach Optimismus zu suchen.“

Das Lexikon des internationalen Films schrieb: „Ebenso charmante wie humorvolle romantische Komödie nach klassischen literarischen Mustern, deren Qualität vor allem in der sorgfältig eingefangenen Alltagssprache und -verhaltensweise der Protagonisten liegt, die sich durch die guten darstellerischen Leistungen noch verstärkt.“

## Hintergründe
Der Film wurde in New York City gedreht. Seine Produktionskosten betrugen schätzungsweise eine Million US-Dollar. Die Weltpremiere fand am 20. April 2001 auf dem Los Angeles Film Festival statt. Der Film startete in den ausgewählten Kinos der USA am 21. November 2001 und spielte dort ca. 2,4 Millionen US-Dollar ein.